# Tadeusz Szamrej
Tadeusz Artur Szamrej (ur. 17 października 1956 w Krakowie) – polski strzelec, olimpijczyk.
Członek zarządu WKS Wawel Kraków, koordynator strzelectwa śrutowego, trener. Również były zawodnik tegoż klubu w konkurencji strzelanie do rzutków Skeet.  
Ma na swoim koncie wiele rekordów  oraz medali zarówno z MP jak i z zawodów zagranicznych.
Reprezentował Polskę na Igrzyskach Olimpijskich w 1996 roku w Atlancie zajmując 38. miejsce.
Trenerem Tadeusza był jego ojciec, kiedyś również zawodnik WKS Wawel, Wiktor Szamrej.
Obecnie do grupy zawodników Tadeusza należy jego córka, Natalia.